# Nadia Rovderová

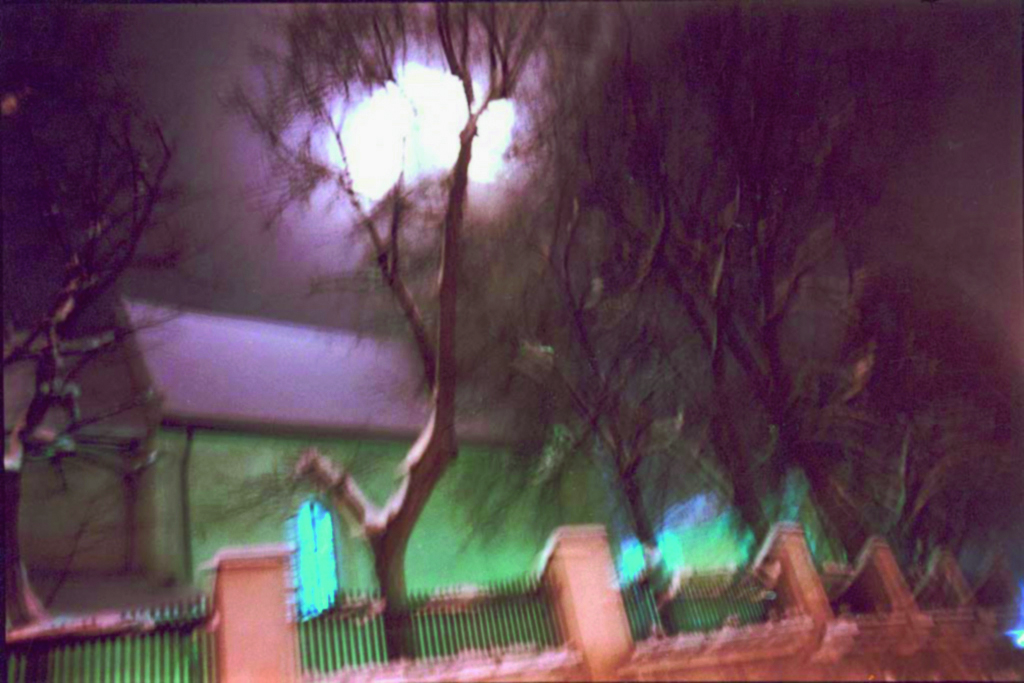
Svatý Egidius, z cyklu Popradské podvědomí, 2000

Nadia Rovderová (* 8. ledna 1971, Poprad) je výtvarnice, fotografka, kurátorka a publicistka slovenského původu.

## Život a dílo
Vystudovala katedru žurnalistiky na Filozofické fakultě UK, Bratislava. Během revoluce 1989 do jejího života osudově vstoupilo město Praha, kde od roku 1991 žije. V roce 1999 se začala naplno věnovat výtvarné fotografii. V letech 2001–2002 organizovala Fotocentrum, jedno z uměleckých center v rámci M.E.C.C.A. – Middle European Colony of Contemporary Art v Terezíně. V letech 2003–2007 vedla pražskou galerii ArtPro – Galerii české plastiky. V roce 2010 založila v Praze galerii Artinbox.
V rámci výstavní koncepce zde představuje tvorbu českých, slovenských i zahraničních výtvarných umělců, fotografů či autorů z oblasti art brut často formou skupinových tematických výstav.
Svou fotografickou tvorbou volně navazuje na zálibu v malbě. Její „foto-obrazy“ jsou z odstupu od olejomalby či akvarelu těžko rozeznatelné. Pracuje s prvkem intuice, náhody, jenž není náhodou a až do extrému rozvíjí hru s chybou ve fotografii (například několika sekundové až několika minutové expozice za nočního i denního světla). Zachycuje tak tvary, barvy a energie lidským okem neviditelné. Zajímají ji záhady psychologie, lidských vztahů, podprahové vnímání. Postupně vznikly a stále jsou doplňovány cykly: Deníky, On the road, Popradské podvědomí, Pražské podvědomí, Terezín mezi nebem a zemí, Rozhovory s duchy, Hledání andělů, Znamení, Hledání slunce, In love?, O Adamovi, Evě a těch druhých, Za novorozenýma očima…
Vedle své vlastní tvorby a kurátorství se Nadia Rovderová věnuje i publicistice. Je autorkou či spoluautorkou několika monografií a publikací o výtvarném umění a fotografii. Roku 2012 byla spolu s Terezií Zemánkovou a Ivanou Brádkovou zakládající členkou Spolku ArtLib.cz.

### Výstavy
Vystavovala v Česku, na Slovensku, v Polsku, Německu, Francii, Maďarsku, Itálii a Japonsku. Je zastoupena v důležitých fotografických publikacích, jako jsou Česká fotografie 20. století autorů Vladimíra Birguse a Jana Mlčocha, Czech Fundamental autorů Gunthera Dietricha a Suzanny Pastorové nebo Česká fotografie v datech 1839–2019 autorů Vladimíra Birguse a Pavla Scheuflera.

#### Autorské
- 2022 Nadia Rovderová & Suzanne Pastor: FOTOFATAL & PASTORAL,  Galéria GUS / Umelcov Spiša Spišská Nová Ves, kurátorka Lucia Benická [10]
- 2020 Nadia Rovderová: Fotofatal 1999–2020, Centrum současného umění DOX, kurátorky Ivana Brádková, Suzanne Pastor, Terezie Zemánková
- 2018 Nadia Rovderová: Fotofatal 99–18, Nikon Photo Gallery, Praha, kurátorka Terezie Zemánková
- 2016 Fotofatal, Ars Pragensis, Praha
- 2010 Terezín mezi nebem a zemí, Muzeum Ghetta, Terezín (s Jimem Schantzem)
- 2009 Fotofatal 99–09, 1. část: Nostress Gallery, Praha
- 2009 Fotofatal 99–09, 2. část: Kotelna Karlin Gallery, Karlin Group, Praha
- 2008 Terezín – Andělé promlouvají, Synagoga na Palmovce, Praha
- 2006 Travel Light in the Night – Kdopak by se noční pouti bál?, Vernon Projects Gallery, Praha, (se Suzanne Pastorovou)
- 2003 In Love?, Galerie Černá labuť, Praha. (s Minnou Pyykhala)
- 2002 Za 5 minut 12 / Skoro neskoro / Almost late, Galerie ROXY-NoD, Praha, (s Martou Lesko)
- 2001 Terezín – Rozhovory s duchy, Hledání andělů, M.E.C.C.A., Terezín
- 2001 Mystické místo, IP – Deutschland, Kolín nad Rýnem, Německo (s Biancou Hobush a Janem Pohribným)
- 1999 O sobě, nová jména v slovenské fotografii, Dom fotografie, Poprad, Slovensko (s Lucií Nimcovou)

#### Skupinové
- 2020 Šest pohlednic, projekt Jolany Havelkové, Dům pánů z Kunštátu (Dům umění města Brna)
- 2019 Šest pohlednic, projekt Jolany Havelkové, Poštovní muzeum Praha
- 2018 Fotosalon No. 11, Řevnice, kurátorka Iva Junková
- 2017 PRAGUE PHOTO, expozice Indigo Gallery, Kafkův dům, Praha
- 2016 FEMININE, Artinbox Gallery, Praha
- 2016 PRAGUE PHOTO, expozice Artinbox Gallery, Kafkův dům, Praha
- 2015 CZECH – FUNDAMENTAL, Česká fotografická avantgarda, moderna a současná fotografie, Museo di Roma, Trastevere, Řím
- 2015 PRAGUE PHOTO, expozice Artinbox Gallery, Kafkův dům, Praha
- 2014 Art Photo Budapest, expozice Artinbox Gallery, Millenáris Center, Budapešť
- 2014 PRAGUE PHOTO, expozice Artinbox Gallery, Kafkův dům, Praha
- 2013 KDO LŽE, KRADE... aneb Jak zvítězit nad lží a nenávistí? 7. tematická výstava, Artinbox Gallery
- 2013 CZECH – FUNDAMENTAL, Česká fotografická avantgarda, moderna a současná fotografie: Jaroslav Rössler, Jaromír Funke, František Drtikol, Jiří Šigut, Aleš Kuneš, Suzanne Pastorová, N. Rovderová, Eliška Bartek, kurátoři: Suzanne Pastor, Gunther Dietrich, Photo Edition Berlin
- 2013 PRAGUE PHOTO, expozice MUMO – Museum Montanelli, Kafkův dům, Praha (s Magdalenou Bláhovou)
- 2012 Vanitas vanitatum et omnia vanitas, Galerie Millenium, Praha
- 2012 PRAGUE PHOTO, Brusel, Belgie
- 2012 PRAGUE PHOTO, expozice Artinbox Gallery, DOX, Praha
- 2011 PRAGUE PHOTO, expozice Artinbox Gallery, výstavní síň Mánes, Praha
- 2011 Umění porodit, Artinbox Gallery Praha
- 2011 Láska je slepá, sex je jinde, Artinbox Gallery, Praha
- 2010 PRAGUE PHOTO, expozice Nostress Gallery, výstavní síň Mánes, Praha
- 2010 Umění porodit, Poštovna, Sněžka
- 2009 8 GEN, Galerie Solnice, České Budějovice
- 2008 8 GEN, Trafačka, Praha
- 2006 Amor vincit omnia, Die Saarlandische Galerie im Palais am Festungsgraben, Berlín, Německo
- 2006 Přibližovadla, ArtPro galerie, Praha
- 2006 Dream Girls, TINA B. – The Prague Contemporary Art Festival – Veletržní palác, Praha
- 2006 Dream Girls, Kyoto Art Center, Kjóto, Japonsko
- 2005 Soukromá žena, Mezinárodní foto-festival, International Festival of Photography Lodz, Polsko
- 2005 Florálie, ArtPro galerie, Praha
- 2004 Andělé a jiné bytosti, ArtPro galerie, Praha
- 2004 Různé podoby lásky, Galerie Millennium, Praha
- 2004 Eros, eros, eros, ArtPro galerie, Praha
- 2004 Jiná krajina – hledání metafory krajiny v slovenském a českém fotografickém výtvarném projevu, Galéria P. M. Bohúňa, Liptovský Mikuláš, Slovensko
- 2003 Soukromá žena, Festival Mesiac fotografie, Dom umenia, Bratislava, Slovensko
- 2003 Jiná krajina, Dom fotografie - elektrárna, Poprad, Slovensko,
- 2003 Tajemství noci, Dom fotografie, Poprad, Slovensko, Slovakia
- 2002 Po potopě, výstavní síň Mánes, Praha
- 2002 Divadlo života – Tanec smrti, Galerie ROXY-NoD, Praha
- 2002 La Bohéme en voiture, Musée national de l´automobile, Collection Schlumpf, Moulhouse, Francie
- 2001 S tradicí v pozadí – 10 fotografů z Prahy, BWA Galerie, Wróclaw, Polsko
- 2000 Terezín – osvícené město, M.E.C.C.A. – Terezín
- 2000 Konec světa?/ End of the world?, NG, Palác Kinských, Praha
- 1999 Z druhé strany – z druhého břehu, Nová jména v současné slovenské fotografii, Palác Akropolis, Praha

## Galerie

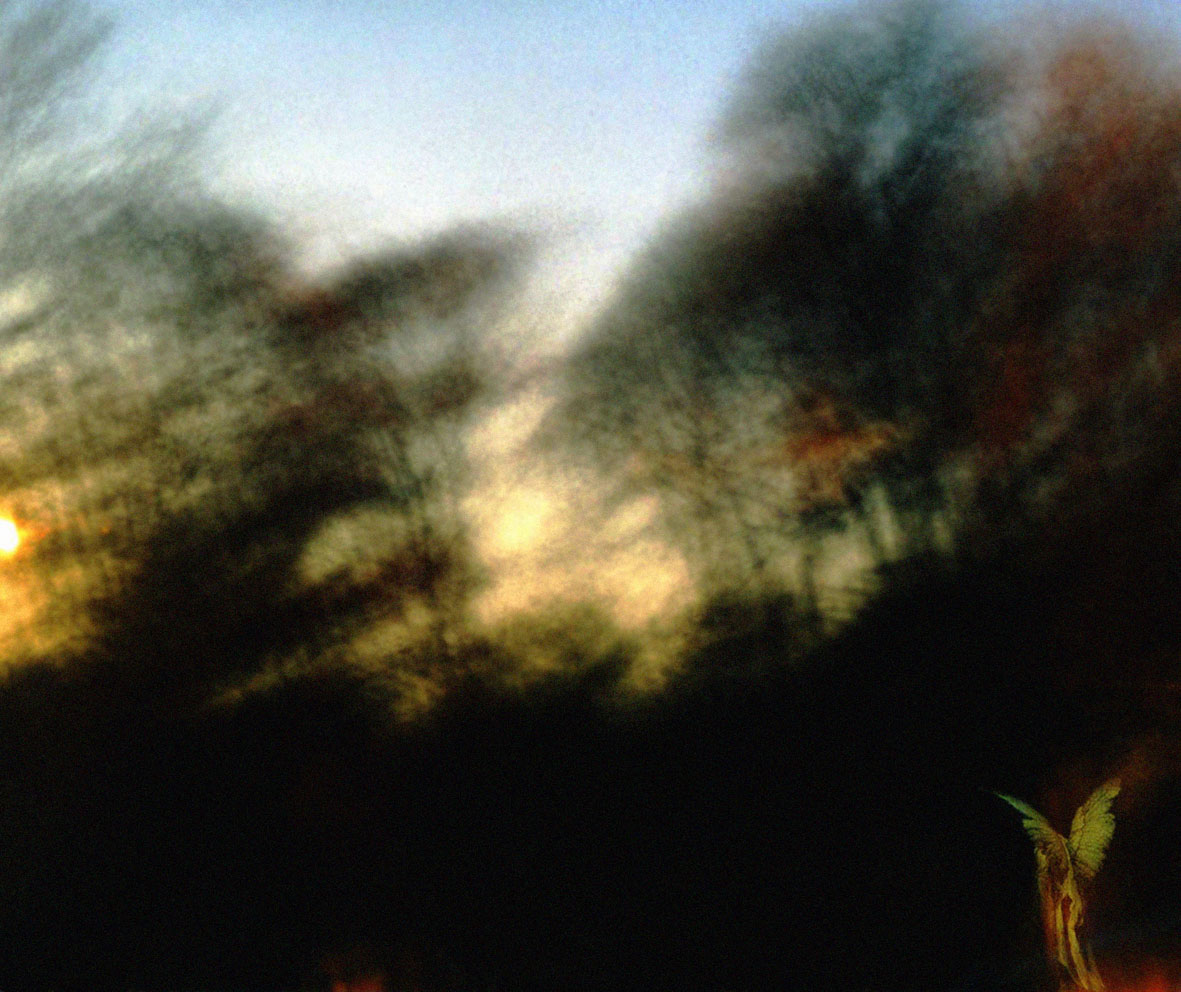
Anděl svítající, 1999
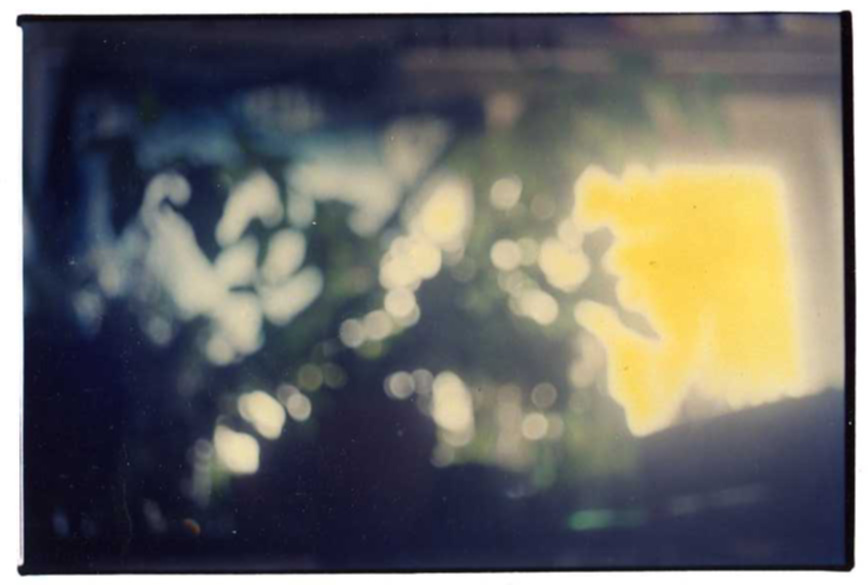
Hledání Slunce, 2001
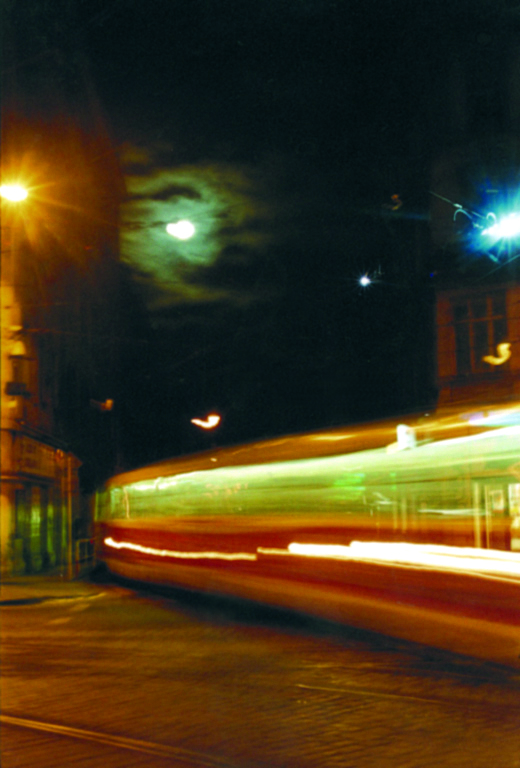
Úplněk nad Andělem, z cyklu Pražské podvědomí, 1999
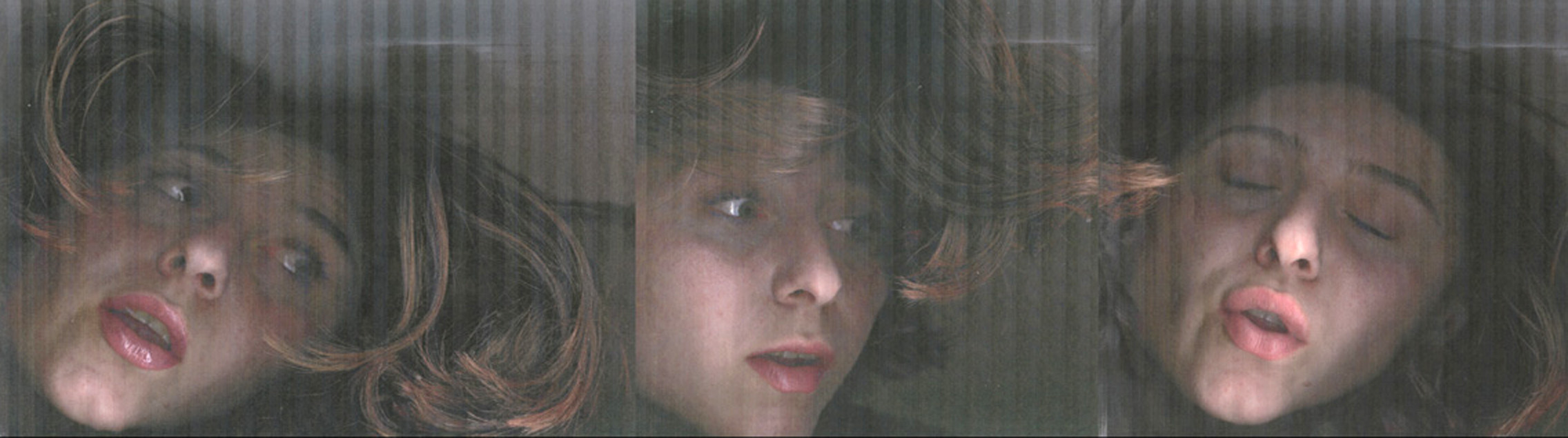
Triptych, autoportrét, 2003
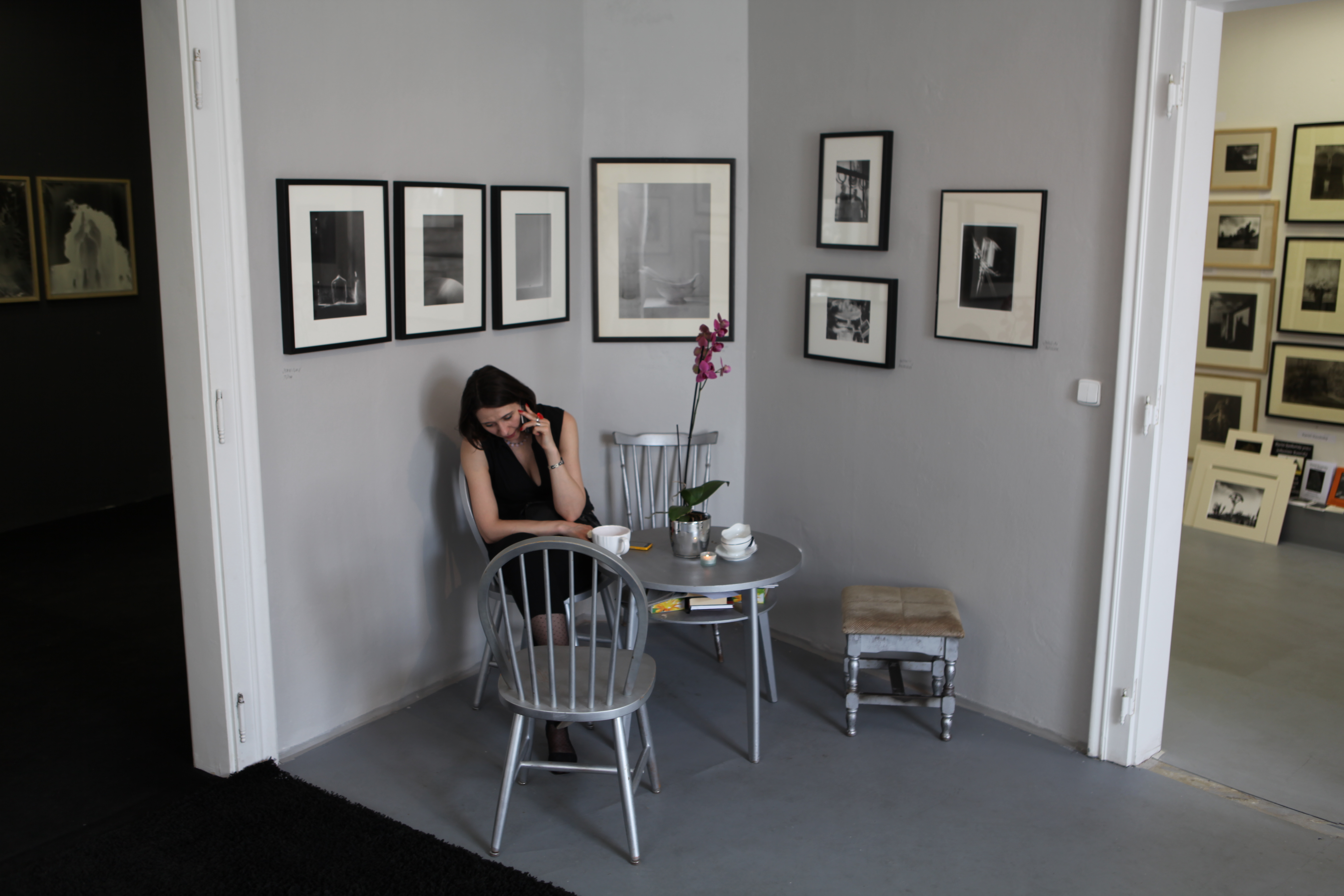
Nadia Rovderová na festivalu Prague Photo, 2013
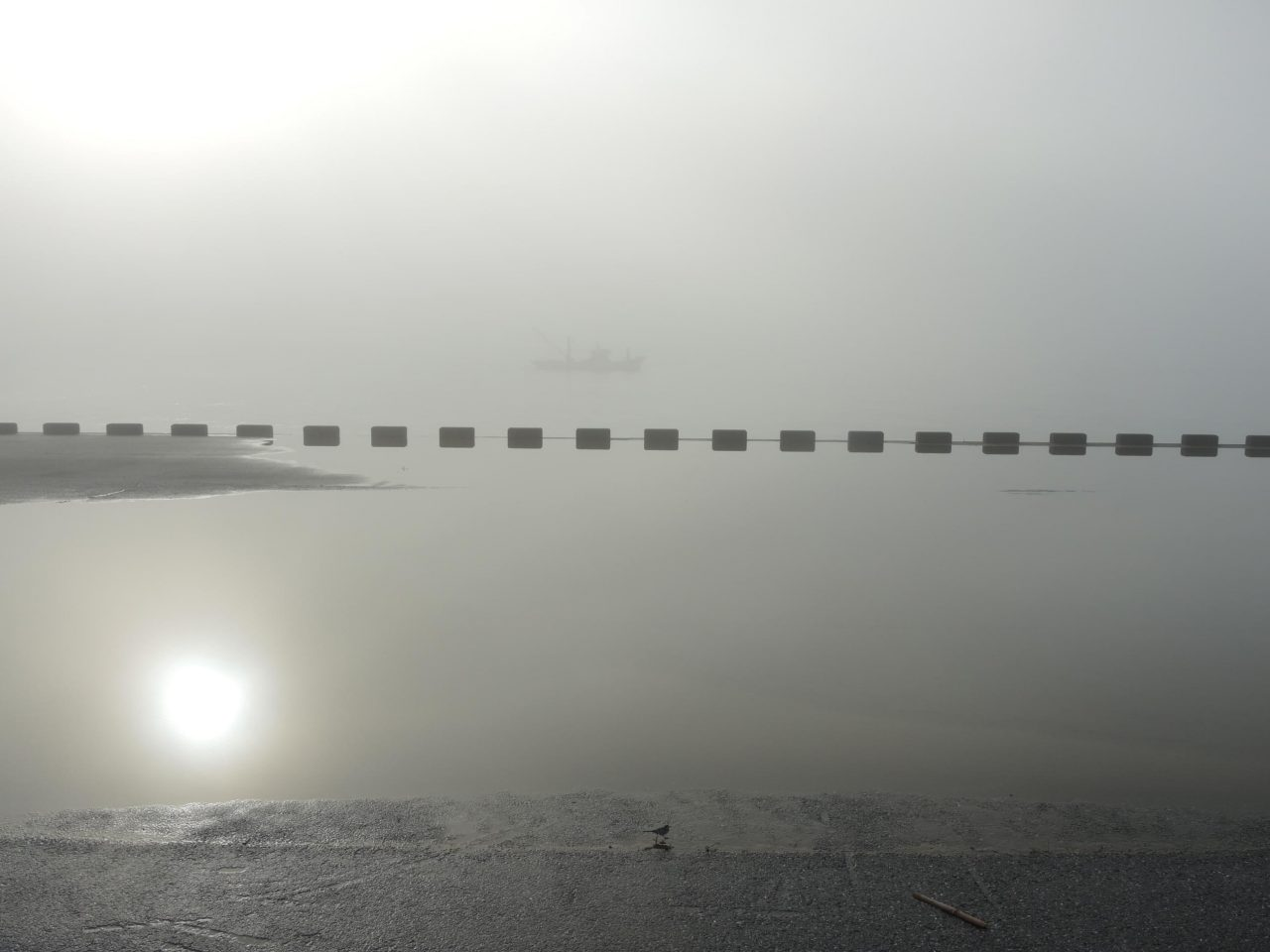
Little Bird, Tokyo Bay; 2019